# Olympische Winterspiele 2014/Freestyle-Skiing – Skicross (Frauen)
Das Skircorssrennen der Frauen bei den Olympischen Spielen 2014 in Sotschi fand am 21. Februar 2014 statt.
Olympiasiegerin wurde Marielle Thompson aus Kanada, vor ihrer Landsfrau Kelsey Serwa, die Silber gewann. Die Bronzemedaille sicherte sich Anna Holmlund aus Schweden.

## Results
Der Wettkampf wurde 11:45 Uhr (UTC+3) ausgetragen.

### Platzierungsrunde
| Rang | Name                     | Nation      | Zeit (min) | Defizit |
| ---- | ------------------------ | ----------- | ---------- | ------- |
| 1    | Kelsey Serwa             | Kanada      | 1:21,45    | -       |
| 2    | Ophélie David            | Frankreich  | 1:21,46    | +0,01   |
| 3    | Marielle Thompson        | Kanada      | 1:21,56    | +0,11   |
| 4    | Anna Holmlund            | Schweden    | 1:22,21    | +0,76   |
| 5    | Marte Høie Gjefsen       | Norwegen    | 1:22,33    | +0,88   |
| 6    | Sanna Lüdi               | Schweiz     | 1:22,37    | +0,92   |
| 7    | Jorinde Müller           | Schweiz     | 1:22,46    | +1,01   |
| 8    | Georgia Simmerling       | Kanada      | 1:22,52    | +1,07   |
| 9    | Anna Wörner              | Deutschland | 1:22,95    | +1,50   |
| 10   | Sandra Näslund           | Schweden    | 1:23,28    | +1,83   |
| 11   | Katya Crema              | Australien  | 1,23,47    | +2,02   |
| 12   | Katrin Müller            | Schweiz     | 1:23,85    | +2,40   |
| 13   | Katrin Ofner             | Österreich  | 1:24,10    | +2,65   |
| 14   | Julija Liwinskaja        | Russland    | 1:24,21    | +2,76   |
| 15   | Heidi Zacher             | Deutschland | 1:24,24    | +2,79   |
| 16   | Fanny Smith              | Schweiz     | 1:24,61    | +3,16   |
| 17   | Marielle Berger Sabbatel | Frankreich  | 1:24,62    | +3,17   |
| 18   | Karolina Riemen          | Polen       | 1:24,86    | +3,41   |
| 19   | Alizée Baron             | Frankreich  | 1:25,20    | +3,75   |
| 20   | Andrea Zemanová          | Tschechien  | 1:25,96    | +4,51   |
| 21   | Anastassija Tschirzowa   | Russland    | 1:25,99    | +4,54   |
| 22   | Marion Josserand         | Frankreich  | 1:26,61    | +5,16   |
| 23   | Andrea Limbacher         | Österreich  | 1:26,88    | +5,43   |
| 24   | Christina Staudinger     | Österreich  | 1:28,30    | +6,85   |
| 25   | Sami Kennedy-Sim         | Australien  | 1:38,51    | +17,06  |
| 26   | Jenny Owens              | Australien  | 1:59,84    | +38,39  |
| 27   | Nikol Kučerová           | Tschechien  | DNF        | DNF     |
| 28   | Stephanie Joffroy        | Chile       | DNF        | DNF     |

### Achtelfinale

#### Lauf 1
| Rang | Athletin                 | Nation     | Anm. |
| ---- | ------------------------ | ---------- | ---- |
| 1    | Kelsey Serwa             | Kanada     | Q    |
| 2    | Fanny Smith              | Schweiz    | Q    |
| 3    | Marielle Berger Sabbatel | Frankreich |      |

#### Lauf 2
| Rang | Athletin             | Nation      | Anm. |
| ---- | -------------------- | ----------- | ---- |
| 1    | Georgia Simmerling   | Kanada      | Q    |
| 2    | Anna Wörner          | Deutschland | Q    |
| 3    | Christina Staudinger | Österreich  |      |
| 4    | Sami Kennedy-Sim     | Australien  | DNF  |

#### Lauf 3
| Rang | Athletin               | Nation   | Anm. |
| ---- | ---------------------- | -------- | ---- |
| 1    | Katrin Müller          | Schweiz  | Q    |
| 2    | Stephanie Joffroy      | Chile    | Q    |
| 3    | Marte Høie Gjefsen     | Norwegen |      |
| 4    | Anastassija Tschirzowa | Russland | DNF  |

#### Lauf 4
| Rang | Athletin        | Nation     | Anm. |
| ---- | --------------- | ---------- | ---- |
| 1    | Anna Holmlund   | Schweden   | Q    |
| 2    | Katrin Ofner    | Österreich | Q    |
| 3    | Andrea Zemanová | Tschechien |      |

#### Lauf 5
| Rang | Athletin          | Nation     | Anm. |
| ---- | ----------------- | ---------- | ---- |
| 1    | Marielle Thompson | Kanada     | Q    |
| 2    | Julija Liwinskaja | Russland   | Q    |
| 3    | Alizée Baron      | Frankreich |      |

#### Lauf 6
| Rang | Athletin         | Nation     | Anm. |
| ---- | ---------------- | ---------- | ---- |
| 1    | Sanna Lüdi       | Schweiz    | Q    |
| 2    | Katya Crema      | Australien | Q    |
| 3    | Nikol Kučerová   | Tschechien |      |
| 4    | Marion Josserand | Frankreich |      |

#### Lauf 7
| Rang | Athletin         | Nation     | Anm. |
| ---- | ---------------- | ---------- | ---- |
| 1    | Sandra Näslund   | Schweden   | Q    |
| 2    | Jenny Owens      | Australien | Q    |
| 3    | Andrea Limbacher | Österreich |      |
| 4    | Jorinde Müller   | Schweiz    |      |

#### Lauf 8
| Rang | Athletin        | Nation      | Anm. |
| ---- | --------------- | ----------- | ---- |
| 1    | Ophélie David   | Frankreich  | Q    |
| 2    | Karolina Riemen | Polen       | Q    |
| 3    | Heidi Zacher    | Deutschland |      |

### Viertelfinale

#### Lauf 1
| Rang | Athletin           | Nation      | Anm. |
| ---- | ------------------ | ----------- | ---- |
| 1    | Kelsey Serwa       | Kanada      | Q    |
| 2    | Fanny Smith        | Schweiz     | Q    |
| 3    | Anna Wörner        | Deutschland | DNF  |
| 4    | Georgia Simmerling | Kanada      | DNF  |

#### Lauf 2
| Rang | Athletin          | Nation     | Anm. |
| ---- | ----------------- | ---------- | ---- |
| 1    | Katrin Ofner      | Österreich | Q    |
| 2    | Anna Holmlund     | Schweden   | Q    |
| 3    | Katrin Müller     | Schweiz    |      |
| 4    | Stephanie Joffroy | Chile      | DNF  |

#### Lauf 3
| Rang | Athletin          | Nation     | Anm. |
| ---- | ----------------- | ---------- | ---- |
| 1    | Marielle Thompson | Kanada     | Q    |
| 2    | Katya Crema       | Australien | Q    |
| 3    | Julija Liwinskaja | Russland   |      |
| 4    | Sanna Lüdi        | Schweiz    | DNF  |

#### Lauf 4
| Rang | Athletin        | Nation     | Anm. |
| ---- | --------------- | ---------- | ---- |
| 1    | Ophélie David   | Frankreich | Q    |
| 2    | Sandra Näslund  | Schweden   | Q    |
| 3    | Jenny Owens     | Australien |      |
| 4    | Karolina Riemen | Polen      | DNF  |

### Halbfinale

#### Lauf 1
| Rang | Athletin      | Nation     | Anm.          |
| ---- | ------------- | ---------- | ------------- |
| 1    | Anna Holmlund | Schweden   | Finale        |
| 2    | Kelsey Serwa  | Kanada     | Finale        |
| 3    | Katrin Ofner  | Österreich | Kleine Finale |
| 4    | Fanny Smith   | Schweiz    | Kleine Finale |

#### Lauf 2
| Rang | Athletin          | Nation     | Anm.          |
| ---- | ----------------- | ---------- | ------------- |
| 1    | Marielle Thompson | Kanada     | Finale        |
| 2    | Ophélie David     | Frankreich | Finale        |
| 3    | Katya Crema       | Australien | Kleine Finale |
| 4    | Sandra Näslund    | Schweden   | Kleine Finale |

## Finale

### Kleines Finale
| Rang | Athletin       | Nation     | Anm. |
| ---- | -------------- | ---------- | ---- |
| 5    | Sandra Näslund | Schweden   |      |
| 6    | Katrin Ofner   | Österreich |      |
| 7    | Katya Crema    | Australien |      |
| 8    | Fanny Smith    | Schweiz    |      |

### Großes Finale
| Rang | Athletin          | Nation     | Anm. |
| ---- | ----------------- | ---------- | ---- |
| 1    | Marielle Thompson | Kanada     |      |
| 2    | Kelsey Serwa      | Kanada     |      |
| 3    | Anna Holmlund     | Schweden   |      |
| 4    | Ophélie David     | Frankreich |      |